# سیارک ۷۲۵۴۳
سیارک ۷۲۵۴۳ (به انگلیسی: 72543 Simonemarchi، نامگذاری:2001DN106) هفتاد و دو هزار و پانصد و چهل و سومین سیارک کشف شده‌است که در ۲۶ فوریه ۲۰۰۱ کشف شد.